# CLE International
CLE International es una editorial de FLE (Francés Lengua Extranjera) creada en 1973. Tiene su sede en París, Francia. Publica cada año alrededor de 100 títulos nuevos, que vienen a completar el catálogo de más de 2000 libros vendidos en más de 100 países.
Director general : M. Jean-Luc Wollensack, .
Directora editorial : Mme. Beatrice Rego
Director comercial : M. Ruy Albarran
Responsable marketing : M. Thierry Lucas
Desde el año 2001 es también la editora de la revista de la Federación Internacional de Profesores de Francés (FIPF) : Le français dans le monde, única revista internacional, creada en 1961, consagrada a profesores de francés del mundo entero.
CLE International forma parte de Editis, que cuenta con 2600 colaboradores y 40 editoriales. El grupo tiene un volumen de negocios anual de 760 millones de euros (2008), lo que lo ubica como el segundo grupo editorial más grande de Francia.

## Títulos principales
- 1976: C'est le printemps
- 1982: Sans frontières
- 1983: En avant la musique
- 1986: Il était une petite grenouille
- 1988: Le nouveau sans frontières
- 1995: La Grammaire progressive du français
- 1996: Panorama, Collection 450, Lectures en français facile
- 1997: Junior, Vocabulaire progressif du français
- 1999: Initial, Ado, Le Robert & CLE International
- 2000: Champion
- 2001: Alex et Zoé
- 2002: Campus, Lili
- 2003: Oh ! là ! là !, Français.com, On y va
- 2004: Déclic, Belleville, Communication progressive, Fluo
- 2005: Dictionnaire de didactique, Campus 4, Activités pour le CECR, Grammaire expliquée du français, Lectures Découverte, Lectures Mise en scène
- 2006: Tout va bien !, Nouveau Delf, Métro Saint-Michel, Junior Plus, Festival, Collection En dialogues, Collection Compétences
- 2007: Ici, Nouveau Dalf
- 2008: Écho, Amis et compagnie
- 2009: Vitamine, Vite et bien
- 2010: En action, DELF Prim
- 2011: Zigzag, Intro, Amical, Arobase / Pixel
- 2014: Jus d´Orange
- 2016: Tendances, Merci
- 2020: Premium, Pratique
- 2021: Odyssée, Ma grammaire, Ma première grammaire, ABC Delf 3ème édition
- 2022: Macaron, J'aime, Plateforme ABC Delf
- 2023: En vrai, En contact
- 2024: Trompette, Mon vocabulaire